# نقابة

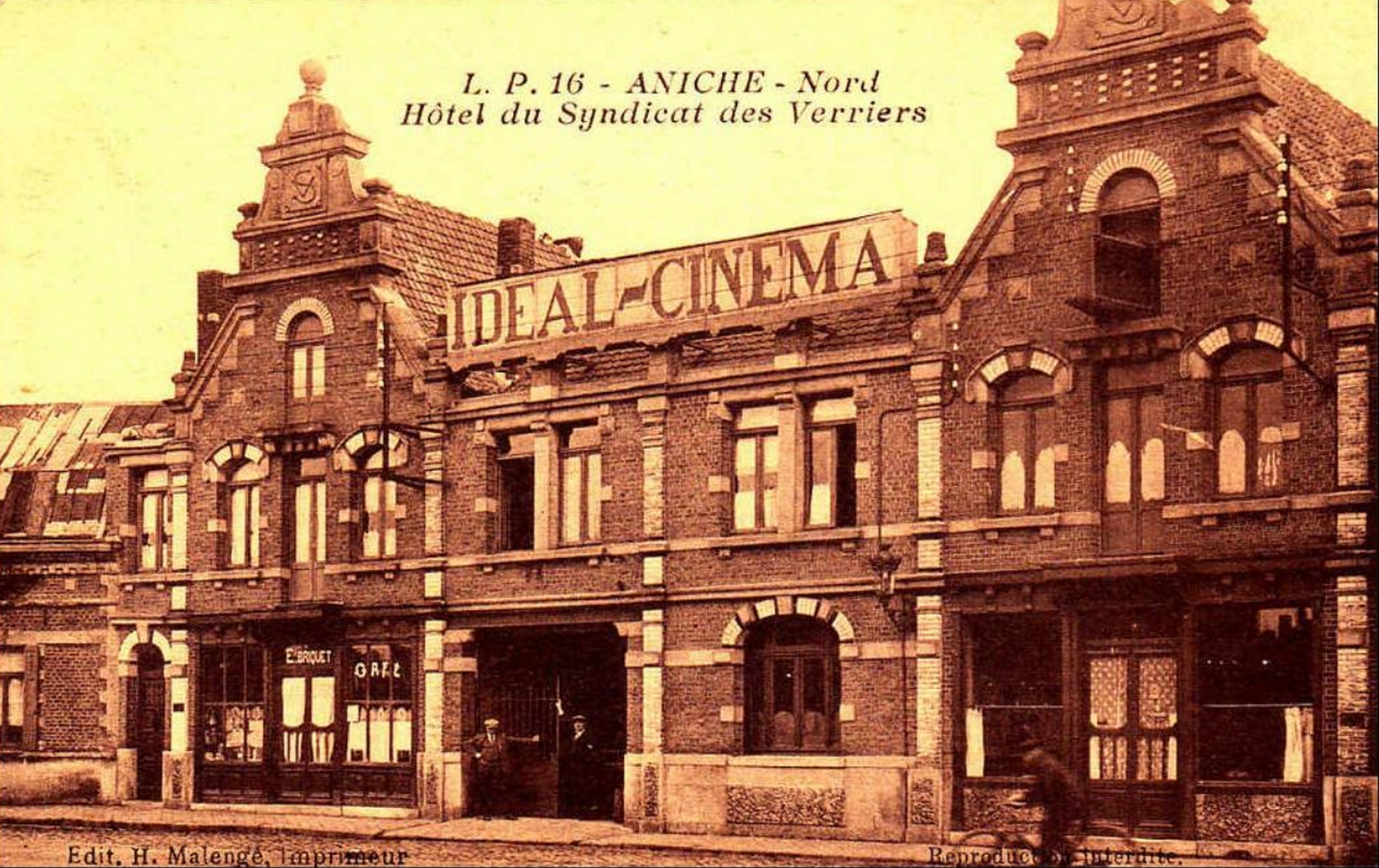

النِّقَابَة (الجمع: نِقَابات) لغةً تعني الرئاسة (بكسر النون لا بفتحه). ويقال لكبير القوم نقيباً أو رئيساً أو عقيداً. ومن هنا جاءت تسمية نقيب الأطباء أو نقيب المحامين وسواهما، وعلى ذلك تم تأسيس (رابطة) أو (جمعية) أو (اتحاد) لذوي المهن والحرف سميت (نقابات). وللنقابات أنظمة داخلية هي بمثابة دساتير يتم اتباعها. فمن أساسياتها مثلاً نظام الانتخابات. ومهمات النقابات المهنية تأتي بالدرجة الأولى لتنظيم ممارسة المهنة، بينما تهتم النقابات العمالية بالدفاع عن حقوق أعضائها.
واصطلاحًا هي هيئة قانونية تتكون من مجموعة من المواطنين الذين يمارسون مهنة واحدة أو مهن متقاربة.
النقابة هي جمعية تشكل لأغراض المفاوضة الجماعية أو المساومة الجماعية بشأن شروط الاستخدام ولرعاية مصالح أعضائها الاقتصادية والاجتماعية عن طريق الضغط على الحكومات والهيئات التشريعية والالتجاء إلى العمل السياسي في بعض حالات معينة، ولقد كانت بريطانيا أسبق الدول إلى الاعتراف بالأهلية الكاملة للنقابات العمالية وكان ذلك في عام 1871. ومما يلفت النظر بالنسبة إلى تاريخ تطور النقابات التقارب بينهم وبين الحركات الاشتراكية بسبب اتفاق الطرفين على معارضة تسلط رأس المال.
و قد يظن البعض أن النقابات ظاهرة خاصة بالنظام الرأسمالي، وأنها بالتالي تصبح غير ضرورية أو غير ذات موضوع إذا ما أخذ المجتمع بالنظام الاشتراكي حيث يسيطر الشعب على وسائل الإنتاج. إلا أن ذلك ليس صحيح، فالنقابات موجودة مثلا في الاتحاد السوفييتي نفسه، ولكنها هناك تكتسب مفهوما مختلفا، إذ يقع عليها عبء هام هو المشاركة في تنفيذ خطط التنمية والعمل على رفع الكفاءة الإنتاجية والمستوى الثقافي والاجتماعي لأعضائها، وتعميق الوعي بفلسفة النظام الجديد.
و قد ذهب بعض المنظرين الاقتصاديين السياسيين إلى اعتبار النضال النقابي الطريق إلى الوصول إلى الغايات المنشودة للطبقة العاملة، وسميت هذه النزعة ب النقابية وهي نظرية خاطئة وضارة، تضعف النضال وتجهضه نظرا لضيق أفق طبيعة هذا النضال، واقتصاره على مطالب اقتصادية وإصلاحية محدودة. ونظرا لأنه يضع فئات ثورية عديدة خارج إطار نضال الطبقة العاملة، وهذا ليس في صالحها ولا في صالح الأهداف الوطنية والاجتماعية العاملة.

## النقابات العمالية باختلاف البلدان

### أستراليا
سعت الحركة العمالية الأسترالية بوجه عام نحو إنهاء عمل الأطفال، وتحسين سلامة العمال، وزيادة أجور العمال النقابيين وغير النقابيين على حد سواء، ورفع مستوى معيشة المجتمع بأسره، وخفض ساعات العمل الأسبوعية، وتوفير التعليم العام للأطفال، وتوفير مزايا أخرى لأسر الطبقة العاملة.
افتُتحت قاعة ملبورن للحرف عام 1859، وتبعها بعد ذلك، خلال السنوات الأربعين التالية، افتتاح مجالس العمل وقاعات الحرف، بجميع المدن الكبرى والإقليمية. تطورت النقابات العمالية، خلال ثمانينيات القرن التاسع عشر، بين جزاري الأغنام وعمال المناجم وعمال التحميل والتفريغ (عمال الأرصفة)، ولكن سرعان ما انتشرت لتشمل تقريبًا جميع المهن التي يعمل بها عمال الياقات الزرقاء. أدى النقص في اليد العاملة إلى ارتفاع أجور الطبقة العاملة الماهرة، التي تحصلت نقاباتها، بعد مطالبات عدة، على امتياز تقليل ساعات العمل إلى ثمان ساعات يوميًا، كما تحصلت على غير ذلك من المزايا التي لم يُسمع بها في أوروبا.
اشتهرت أستراليا بأنها «جنة العمال». حاول بعض أصحاب العمل تقليل عدد النقابات عبر استيراد العمالة الصينية. أدى ذلك إلى رد فعل خلف وراءه تقييد الهجرات الصينية والآسيوية الأخرى. أسس ذلك لسياسة أستراليا البيضاء. كان من المقرر أن يستمر «الاتفاق الأسترالي»، القائم على مركزية التحكيم العمالي، وهي درجة من المساعدة الحكومية وخاصة للصناعات الأولية، وجزءًا من سياسة أستراليا البيضاء، لسنوات عديدة قبل أن يختفي تدريجيًا في النصف الثاني من القرن العشرين.
بدأت الحركة النقابية المتنامية، في سبعينيات القرن التاسع عشر وثمانينياته، سلسلة من الاحتجاجات ضد العمالة الأجنبية. كانت حجتهم أن الآسيويين والصينيين شغلوا الكثير من الوظائف، التي هي من حق الرجال البيض، وعملوا بأجور «دون المستوى»، وتسببوا في تدني ظروف العمل، ورفضوا الانضمام للنقابات.
جاء معظم الاعتراضات على هذه الحجج من الأثرياء، أصحاب الأراضي، في المناطق الريفية. أُشيع أنه لولا عمل الآسيويين في المناطق المدارية من الإقليم الشمالي وكوينزلاند، لكان من الضروري التخلي عن تلك المناطق. سنت جميع المستعمرات الأسترالية، بين عامي 1875 و1888، وذلك على الرغم من هذه الاعتراضات على تقييد الهجرة، تشريعات استبعدت قبول أي هجرات أخرى للصينيين. لم يُطرد المهاجرين الآسيويين المقيمين بالفعل في المستعمرات الأسترالية، كما احتفظوا بنفس الحقوق التي يتمتع بها سكان البلاد من الأنغلو والجنوبيين.
شكل الحزب الحمائي، بدعم من حزب العمال الأسترالي، حكومة بارتون، وهي الحكومة التي جاءت إلى السلطة بعد الانتخابات الأولى لبرلمان الكومنولث في عام 1901. كان دعم حزب العمال مشروطًا بتقييد هجرة غير البيض، ما يعكس مواقف اتحاد العمال الأسترالي ومنظمات العمال الأخرى في ذلك الوقت، والتي تأسس حزب العمال على دعمها.